# Attuario (impero romano)
Attuario (in greco antico: ἀκτουάριος?, aktouarios, e in latino: actuarius o actarius) è stato il titolo di una classe di funzionari romani, appartenenti all'esercito in età repubblicana ed esclusivamente civili nell'epoca tardoantica dell'impero, e dell'Impero bizantino, deputati a diverse funzioni, che cambiarono nel corso della storia.

## Storia e funzioni
Alcune testimonianze antiche, come le Vite dei Cesari di Svetonio, descrivono gli attuari dell'età repubblicana come una specie di scrivani di discorsi e proclami pronunciati nel senato o nelle assemblee politica, mentre in epoca imperiale gli sono attribuiti anche compiti di contabile.
Grazie al papiro di epoca romana classificato come BGU III 741.4 e risalente al 14 settembre 143 d.C., sappiamo che nell'esercito romano gli attuari erano sottufficiali responsabili della gestione dei granai e degli approvvigionamenti di viveri alle truppe, il cui grado e stipendio dipendeva dal ramo dell'esercito in cui prestavano servizio (è noto ad esempio che l'attuario di un reggimento del comitatus era pagato il 50% in più rispetto alla sua controparte in un reggimento pseudocomitatensis). Non solo durante la fase repubblicana, ma anche durante la prima fase del Principato, quindi, gli attuari facevano ancora parte dei ranghi militari, ma, in epoca tardoantica, essi divennero funzionari puramente civili.
Il compito degli attuari era quello di inviare alle varie unità dell'esercitò, dietro la presentazione di un ricevuta, la quantità di grano ad esse destinata e, a partire dall'epoca tardoantica e perlomeno fino al VI secolo - dopo la caduta dell'impero romano d'Occidente il titolo di attuario continuò ad essere utilizzato nell'impero bizantino - a tale compito fu affiancato quello di distribuzione dei salari.
Dopo il VI secolo, il titolo riappare nel Taktikon Uspenskij dell'842/843 e nel successivo Klētorologion dell'899, dove però le sue funzioni non sono del tutto chiare. Nel De ceremoniis dell'imperatore Costantino VII Porfirogenito, che regnò dal 913 al 959, si dice che l'attuario è l'incaricato della consegna dei premi agli aurighi vittoriosi, mentre a partire dal XII secolo, o forse già nell'XI, il termine venne applicato a medici di chiara fama, forse quelli assegnati alla corte imperiale, quale fu ad esempio Giovanni Attuario.